# Agence nationale d'identification des personnes
L'Agence Nationale d’Identification des Personnes  en abrégé ANIP est un établissement public à caractère social, dotée de la personnalité morale et de l’autonomie financière. Elle est régie par les dispositions de la loi N° 2017-08 du 19 juin 2017 portant identification des personnes en République du Bénin, de l’acte uniforme de l’OHADA relatif au droit des sociétés commerciales et du groupement d’intérêt économique et du présent décret,,,. À sa tête se trouve Pascal Nyamulinda qui est l'actuel directeur général,,.

## Création
L'Agence Nationale d'Identification des Personnes (ANIP) est sous la supervision du président de la république, dans le but de mettre en place des méthodes d'identification nominative, personnelle, numérique et biométrique des individus en République du Bénin. Cette loi définit les critères d'identification des personnes physiques à enregistrer dans le registre national et les registres communaux d'identification de la population, ainsi que l'organisation du traitement de ces informations et leur protection. En conséquence, elle confère à l'ANIP un pouvoir étendu,.

## Composition, attribution, organisation et fonctionnement
La composition, les attributions l’organisation et le fonctionnement de l’ANIP sont définis par le décret N° 2018-206 du 6 juin 2018 portant organisation, attributions et fonctionnement de l’Agence Nationale d’Identification des Personnes,.

## Objectif global
La principale responsabilité de l'ANIP consiste à mettre à jour et à améliorer le processus d'identification des individus à l'échelle du pays. Son but est de développer des documents et des systèmes intégrés liés à l'identification des personnes,.

## Missions et attributions

### Missions
L'Agence Nationale d'Identification des Personnes a pour responsabilité de,:
- examiner et résoudre les problèmes pratiques liés à l'application des lois et règlements concernant le registre national, les registres communaux et la liste électorale permanente informatisée (LEPI);
- émettre des avis concernant les demandes d'accès au registre national et aux registres communaux;
- définir les autres utilisations et les modalités de gestion correspondantes conformément aux dispositions légales et réglementaires;
- prendre des décisions relatives à toutes les questions liées à la gestion des registres communaux.

### Attributions
L'Agence Nationale d'Identification des Personnes (ANIP) a pour responsabilités principales,:
- effectuer toutes les opérations liées à la conception et à la réalisation technique du registre national des personnes physiques;
- assurer la gestion technique du registre national des personnes physiques;
- effectuer toutes les opérations liées à la conception et à la mise en place des registres communaux des personnes physiques;
- déterminer, attribuer et conserver les numéros d'identification personnelle;
- gérer et communiquer les données enregistrées dans le registre national des personnes physiques;
- fournir une assistance technique à toutes les entités et personnes ayant le droit d'accéder ou d'utiliser le registre national des personnes physiques, conformément à la législation en vigueur;
- centraliser et suivre les documents d'identification des personnes physiques;
- traiter les données relatives aux personnes physiques et développer des applications pour leur utilisation;
- authentifier, conserver et protéger les données d'identification;
- tenir à jour le registre national des documents d'identification.

## Organisation et fonctionnement

### Organe d'administration
L'Agence Nationale d'Identification des Personnes est placée sous l'administration d'un conseil d'administration composé de sept membres. Ces membres comprennent:
- un (01) représentant du président de la République;
- un (01) représentant du ministre de l'Intérieur;
- un (01) représentant du ministre de la Justice;
- un (01) représentant du ministre de la Décentralisation;
- un (01) représentant du ministre des Finances;
- un (01) représentant du ministre de l'Économie Numérique;
- le directeur général de l'Agence des Services et Systèmes d'Information.

Le conseil d'administration est présidé par le représentant du président de la République. Les membres du conseil d'administration sont nommés par décret, sur proposition des structures qu'ils représentent, pour un mandat initial de quatre ans, renouvelable une fois.

### Organe de gestion
La Direction Générale est responsable de la gestion opérationnelle quotidienne de l'agence. Elle se compose de directions techniques et de délégations départementales. Les principales directions techniques de l'agence comprennent:
- la direction du Registre National de la Population et de l'Identification (DRNPI);
- la direction des systèmes d'information (DSI);
- la direction de l'analyse juridique et du contentieux (DAJC);
- la direction de l'administration, du patrimoine et des finances.

## Siège
Le siège de l'ANIP est à Cadjehoun.